# Ischnura senegalensis
Ischnura senegalensis (лат.) — вид стрекоз семейства Coenagrionidae. Обитают в Африке, на Ближнем Востоке, в южной и восточной Азии.

## Описание и среда обитания
Это маленькая стрекоза с голубовато-зелеными глазами и чёрной «шапочкой». Её грудь чёрная сверху и зеленовато-синяя по бокам. Брюшко на спине до 7-го сегмента чёрное. Сегменты 1 и 2 зеленовато-синие, а с 3 по 7 по бокам хаки-желтые. Сегменты 8 и 9 лазурно-синие, 9 на спинке чёрные. Сегмент 10 чёрный на спине и желтый цвета хаки по бокам. Зеленый цвет на груди и животе с возрастом может стать синим как у самцов, так и у самок .
Самки этого вида проявляют сексуальную мимикрию. Одна часть популяции имитирует цвет самцов (андрохромы). Другая имеет собственную женскую окраску (гинохромы). Самка андрохромы выглядит точно так же, как самецы, за исключением половых признаков. У гинохромов глаза оливково-зеленые с оранжевым сверху. Бока груди коричневого цвета, при взрослении бледнеют. Все брюшные сегменты на спинке отмечены чёрным цветом. Боковые стороны окрашены в цвет хаки. Сегменты 1-2 и 8-10 имеют оранжевую окраску с боков, при созревании бледнеют .
Размножаются на болотах, заросших прудах и водно-болотных угодьях.